# Ribeira Julião
Ribeira Julião är ett vattendrag i Kap Verde.   Det ligger i kommunen Concelho de São Vicente, i den nordvästra delen av landet, 270 km nordväst om huvudstaden Praia. Ribeira Julião ligger på ön São Vicente.
Omgivningarna runt Ribeira Julião är i huvudsak ett öppet busklandskap. Runt Ribeira Julião är det ganska tätbefolkat, med 222 invånare per kvadratkilometer.